# Hithadhoo
Hithadhoo (maled. ‏ހިތަދ‎) − wyspa na Malediwach, na atolu Addu, według danych szacunkowych na rok 2014 liczyła 10 398 mieszkańców. Jest to drugie co do wielkości miasto Malediwów.